# Transmissió hidroestàtica

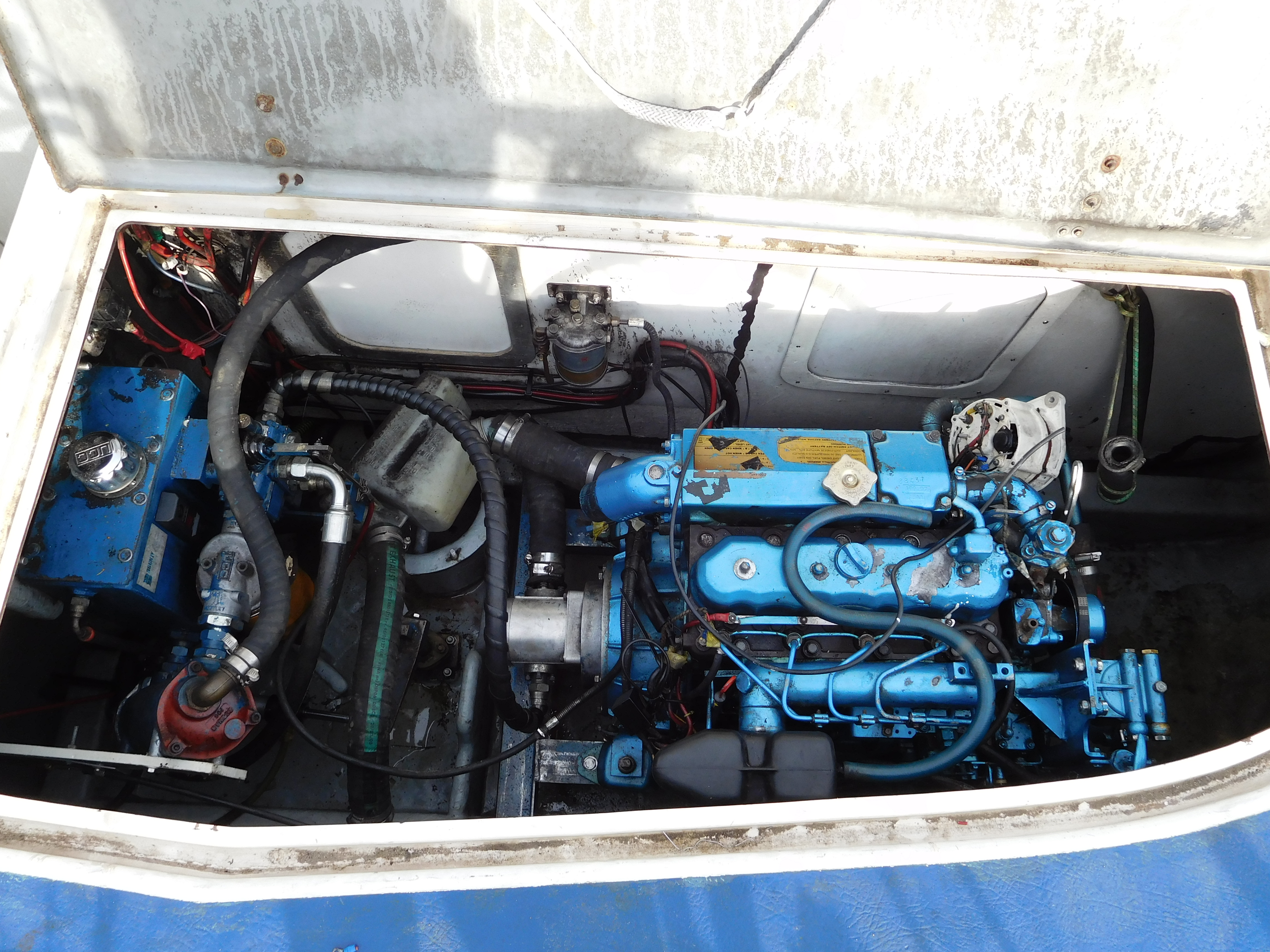
Motor dièsel marí amb transmissió hidroestàtica de potència a l’hèlix.

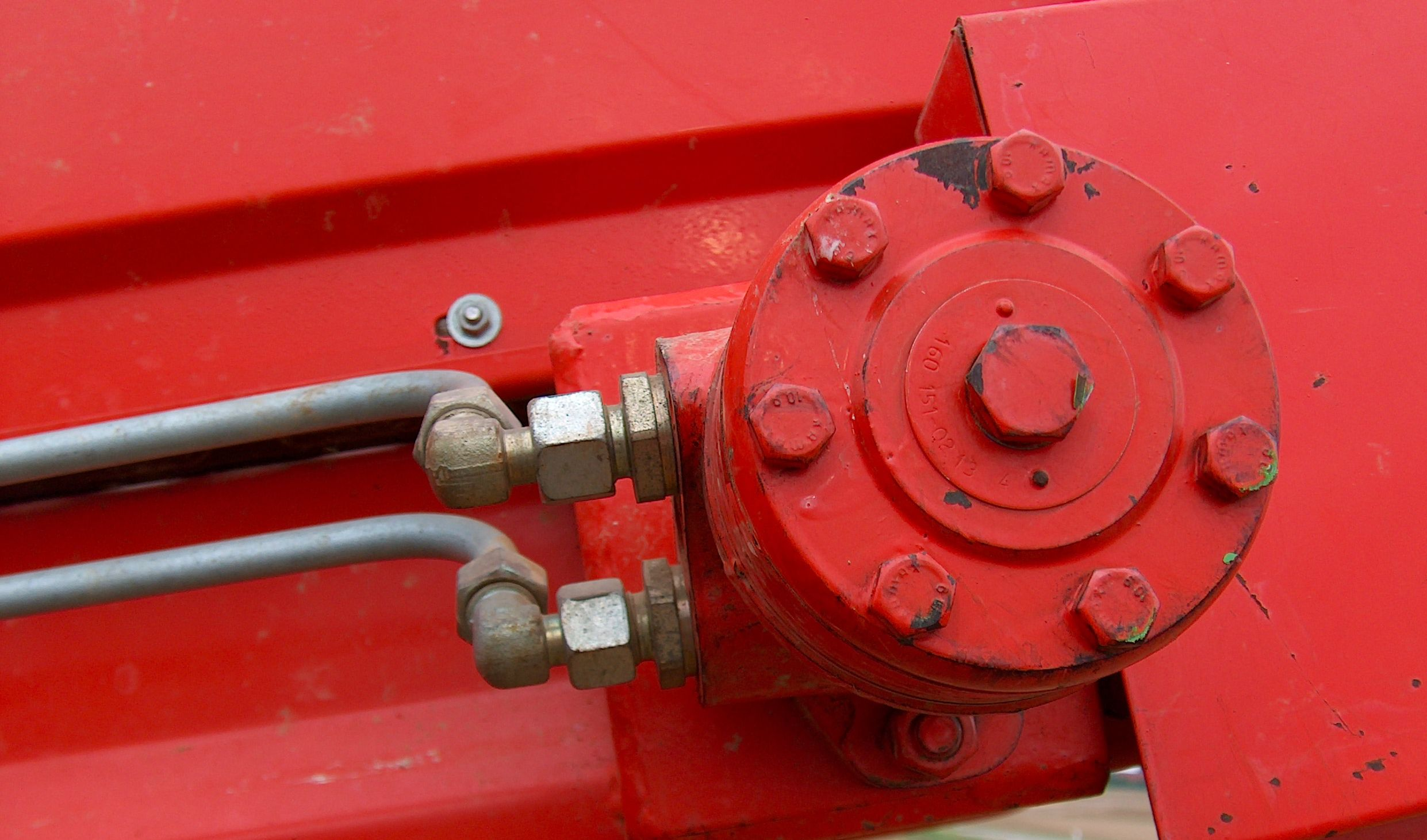
Motor hidroestàtic amb dos conductes hidroestàtics.

La transmissió hidroestàtica de potència es basa en un circuït amb un fluid (generalment oli) a alta pressió i baixa velocitat (fluid quasi estàtic que pot considerar-se estàtic en els càlculs; d’aquí l’origen del nom). El circuït típic consta d’un motor primari extern, una bomba hidroestàtica, un motor hidroestàtic i les conduccions, vàlvules i comandaments adequats per cada funció.
L’ús de les transmissions hidroestàtiques és molt variat. Des de les premses hidràuliques fins a les transmissions de velocitat variable, passant per les transmissions de tota mena de vehicles industrials i vaixells.
Les transmissions hidroestàtiques pròpiament dites serveixen per a transmetre potència de forma contínua des d’una font de potència primària fins a un element final. En els actuadors i similars la transmissió és generalment intermitent.

## Circuïts oberts i tancats
La classificació més immediata dels sistemes hidroestàtics els divideix en circuïts oberts i circuïts tancats. Cada circuït consta de diversos components

Símbols de components hidràulics:3. Bomba en un sentit. 4. Bomba en dos sentits. 5. Bomba variable(sentit únic) .6. Bomba variable (dos sentits) .7. Motor de desplaçament fix (sentit únic) .8. Motor de desplaçament fix (dos sentits) .9. Motor de desplaçament variable (sentit únic) .10. Motor de desplaçament variable (reversible) .16. Vàlvula limitadora de pressió.
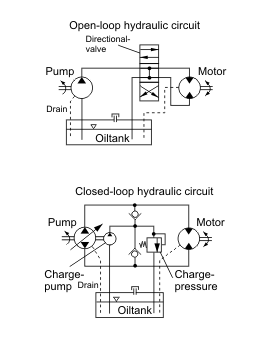
Circuït obert (a dalt) i circuït tancat (a baix).

### Circuïts oberts

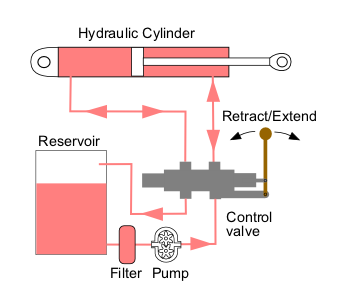
Circuit hidràulic obert per a un cilindre de doble acció.

Un circuït obert consta d’un dipòsit d’oli, una bomba i un cilindre (o motor hidràulic). La bomba agafa l’oli del dipòsit, li dona pressió i l'envia a una vàlvula de distribució. La vàlvula permet el pas de l’oli cap a la part activa del cilindre i envia l’oli de la part pasiva del cilindre de retorn al dipòsit.
Els circuïts oberts són pràctics quan cal accionar diversos dispositius de poca potència (cilindres, actuadors o motors) amb una bomba única. En una mateixa aplicació (per exemple en un vehicle) sovint complementen els circuïts tancats emprats en les transmissions de gran potències.

### Circuïts tancats
En els circuïts tancats l’oli va des de la bomba al motor (tram de pressió) i des del motor retorna a la bomba (tram de retorn) sense passar pel dipòsit. Els circuïts tancats incorporen un dipòsit i altres accessoris. En cada cas la disposició pot variar en els detalls.

## Components
Els elements constitutius d’una transmissió hidroestàtica són els següents:
- Font primària de potència: pot ser manual, un motor elèctric o un motor tèrmic
- Líquid: aigua, oli mineral.[6]
- Bomba hidroestàtica
- Conductes
- Motor hidroestàtic
- Vàlvules: de comandament, de seguretat, antiretorn, ... etc.[7]
- Accessoris: dipòsit, filtres, radiadors,[8] instruments indicadors, ... etc.

## Exemples
Les variants de transmissions hidràuliques i dels seus components són moltes. Alguns exemples de conjunts i parts s'esmenten a continuació.
|  | Un cric hidràulic és un dels exemples més senzills de circuït obert. La bomba és un petit pistó que adreça l’oli del dipòsit cap a un pistó elevador. Una vàlvula de retenció impedeix el descens del pistó elevador. Accionant la palanca repetidament és possible moure el pistó elevador fins a la posició més alta. El descens es provoca obrint una vàlvula que permet el retorn d’oli cap al dipòsit. La secció petita d’aquesta vàlvula impedeix que la baixada sota una càrrega pesant sigui massa ràpida. |

|  | Durant molts anys els automòbils esportius disposaven de frens hidràulics sense servo. Porsche, en el seu model 911, va mantenir molts anys un sistema sense servo. Des de 1964 fins a 1976. |

|  | Les bombes de pistons axials són freqüents en les transmissions hidroestàtiques. La de la figura és de cilindrada constant. |

|  | Molt habituals en transmissions de vehicles pesants. El motor de la figura està pensat per a actuar incorporat a la roda (una de les rodes; amb quatre rodes motrius cada roda té el seu motor) en la disposició anomenada “hub motor” en anglès. |

|  | Una forma popular de segadores de gespa d’alta gamma es basa en un motor de combustió interna i una transmissió hidroestàtica de velocitat variable. |

|  | Aquesta motocicleta es va fabricar entre 2008 i 2010 i disposava d’una transmissió CVT. Amb un pes de l’ordre de 270 kg i 45.6 hp (34.0 kW)@ 7300 rpm podia assolir 182 km/h. |

|  | Des de la Segona Guerra Mundial les aplicacions oleohidràuliques a l’aviació han estat molt nombroses. La imatge presenta una transmissió hidroestàtica emprada per a moure els flaps de l'avió Antónov An-140. |

## Excavadora hidràulica
Aquest exemple representa una aplicació típica dels sistemes hidroestàtics en una màquina concreta. Algunes màquines agrícoles i d’obres públiques tenen disposicions semblants.

### Descripció
L'excavadora representada és una màquina autopropulsada que es desplaça sobre dues erugues. Pot anar endavant i enrere i girar sobre si mateixa. Damunt de la plataforma de suport i desplaçament hi ha una plataforma giratòria equipada amb una cabina de control i un braç articulat de treball. El braç consta de tres peces mòbils: el braç principal, el braç secundari i la cullera.

### Sistemes oleo-hidràulics implicats
Segons la figura 1:
- La lletra T representa el sistema de tracció amb un motor hidroestàtic per cada eruga.
- La lletra R representa el sistema de rotació de la torreta
- La lletra S representa el sistema de moviment del braç principal
- La lletra A indica el sistema de moviment del braç secundari
- La lletra B indica el sistema que permet moure la cullera.

La figura 2 representa l'esquema dels circuits anteriors. Un motor dièsel M fa girar dues bombes (P) de desplaçament variable, que permeten accionar els motors de les erugues i de rotació de la torreta. I els tres cilindres hidràulics dels braços articulats i la cullera. Les línies de punts representen els conductes de les “pèrdues volumètriques” dels motors hidràulics, que porten l’oli cap al dipòsit de l’oli.